# Joselita Alvarenga
Joselita Alvarenga (anhörenⓘ; * 4. Dezember 1934 in Cambuquira, Bundesstaat Minas Gerais, Brasilien; † 27. März 2020) war eine brasilianische Schauspielerin. Bekannt wurde sie durch die Ehe mit dem portugiesischen Komiker Raul Solnado.

## Leben
Alvarenga blickte auf eine über 55-jährige Bühnenpräsenz zurück. Von 1956 bis 1970 war sie mit dem portugiesischen Komiker und Schauspieler Raul Solnado verheiratet, was ihr große Bekanntheit auch in Portugal einbrachte. Ihre gemeinsamen Kinder Alexandra Solnado und Jose Renato Solnado sind ebenfalls künstlerisch tätig. Alexandra ist Schriftstellerin, Jose Renato Theater- und Fernsehschauspieler.
Ihr Œuvre in Film und Fernsehen ist sehr schmal. So wirkte sie in vier Filmen mit und spielte in einigen Telenovelas die Hauptrollen. Als Theaterschauspielerin erlangte sie in Brasilien und Portugal sehr große Bekanntheit: Sie spielte in Stücken von Plinio Marcos, Tennessee Williams, Abilio Perreira de Almeida, Bertolt Brecht, Maxim Gorki, Manuel Puig. In manchen Stücken stand sie auch mit ihrem Ehemann Raul Solnado auf der Bühne.
Zu den bekannten Theatern, an denen sie spielte, gehörte zum Beispiel das Teatro Villaret in Lissabon. Zuletzt war sie als freie Schauspiellehrerin für Dramaturgie und Regie tätig.
Die Schauspielerin starb am 27. März 2020. Ihre Enkelin hatte den Tod in sozialen Netzwerken bekannt gegeben. 

## Filmografie
- 1957: Dorinha no Socaite
- 1958: O grande momento
- 1983: A difficil viagem
- 1998: Alo?

TV-Serien, u. a. Jogo do Amor, (Spiel mit der Liebe), Telenovela, 1985; Amiga maldita (Schlechte Freundin), Serie, 1983; Avenida Paulista (Paulistische Straße), 1982, Serie.